# Кишинівський ботанічний сад

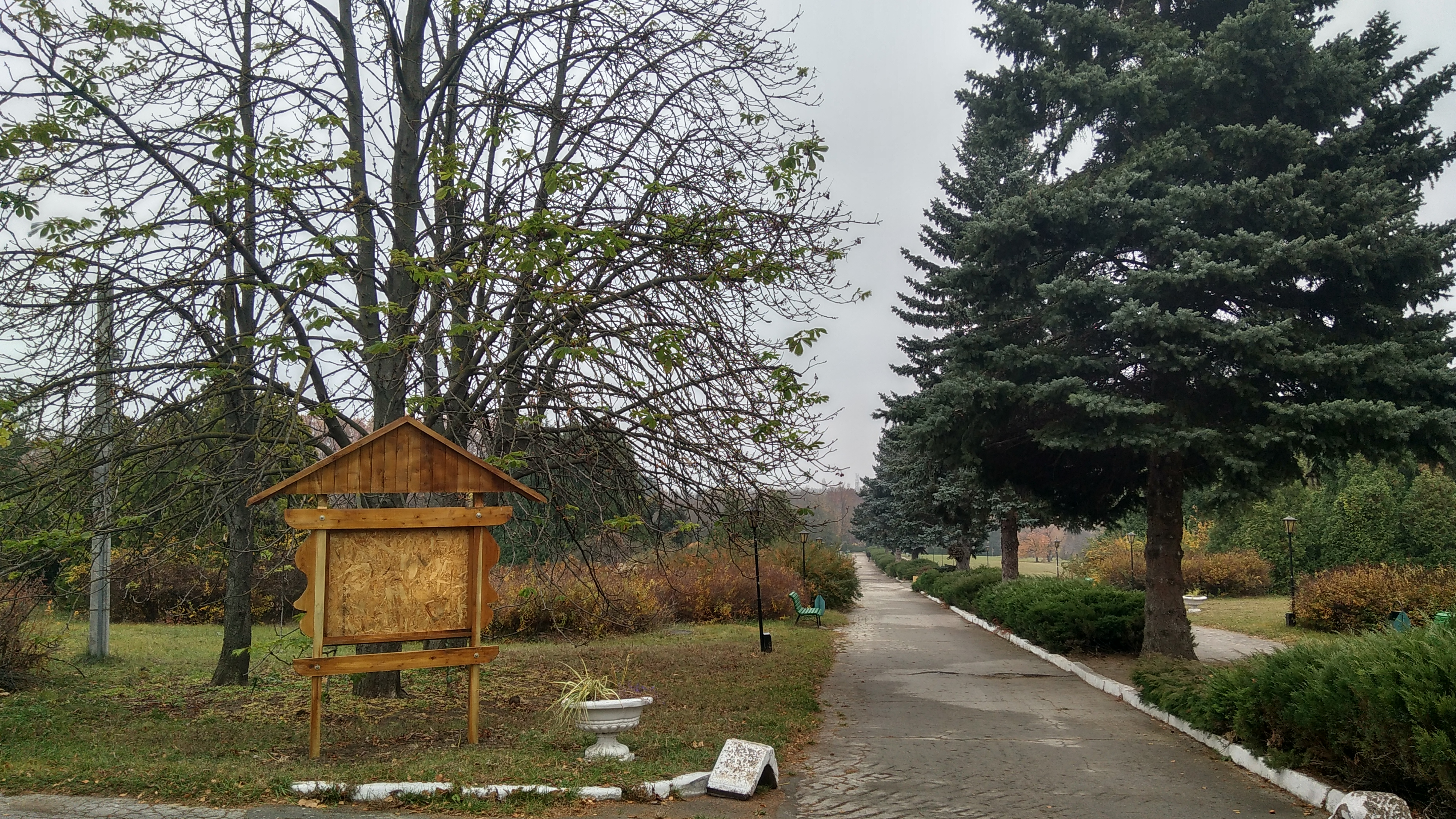
Головна алея

Кишинівський ботанічний сад Академії наук Молдови був заснований в 1950 році Російською академією наук. Сад розташований у Кишиневі та займає площу 76 га.  У 1973 році в секторі ботаніки Кишинева було створено новий ботанічний сад. Через два роки сад отримав статус Науково-дослідного інституту Академії наук Молдавської РСР. У саду налічується близько десяти тисяч видів рослин.

## Проблеми
У 2001 році велика частина ботанічного саду була передана в оренду приватним компаніям, включаючи «Елат», яка створила низку ресторанів, дитячих майданчиків, кафе морозива та зоопарк. Популярність ботанічного саду зросла; приїжджали тисячі відвідувачів, і щодня в сад заїжджало від 300 до 400 автомобілів. Адміністрація також повідомляла про 30-40 весіль за вихідні.
Ці заходи були доведені до відома кількох екологічних організацій Молдови. Александру Цюботару, директор Ботанічного саду, пояснив, що Академія наук Молдови дозволила комерціалізацію саду, оскільки на той час уряд Молдови не передбачав бюджету. «Ми отримуємо лише 800 000 леїв на рік, а лише опалення коштує 1,2 мільйона леїв», — сказав він.
Однак, оскільки «Елат» знеславив багато підписаних ним угод, адміністрація ботанічного саду неодноразово просила розірвати контракт. 
У 2005 році ботанічний сад отримав 700 000 лей від Міністерства фінансів Молдови і зміг свою систему опалення, зменшивши витрати на опалення приблизно до 280 000 лей.  Директор сказав, що сад буде поступово вирішувати більшість своїх проблем власними силами, відмовившись продовжувати договір оренди з «Елат», термін дії якого закінчився 7 липня 2005 року

## Основні напрямки досліджень
- інтродукція і акліматизація груп рослин;
- Систематичне дослідження флори Молдови;
- Озеленення міст і сіл Молдови;
- Створення ботанічного саду на науковій основі.

## Відомі вчені, пов'язані з садом
Янушевич Зоя Василівна — ботанік, один з піонерів радянської палеоботаніки. З 1954 по 1971 роки старший науковий співробітник, з 1971 по 1977 роки завідувач відділом інтродукції культурних рослин.